# レインボーファミリー
レインボーファミリーは、かつて大阪府大阪市にあった大阪市交通局のマスコットキャラクターである。

## 概要

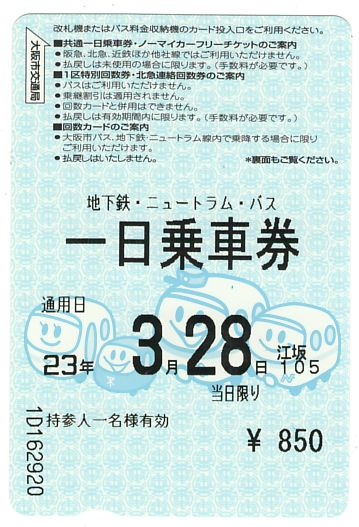
レインボーファミリーが描かれた旧・一日乗車券（2011年10月1日廃止）

2003年（平成15年）8月2日に行われた「市営交通100周年記念フェスティバル」会場にて初登場したキャラクターである。
レインボーファミリーは4人のキャラクターで構成されているのが特徴であり、大阪市営地下鉄のチカパパ、大阪市営バスのバスママ、ニュートラムのトラムクン、赤バスのアカバスチャンが存在する。
各キャラクターのデザインは大阪市交通局の公共交通機関をモチーフにしていることから、バスママとアカバスチャンには大阪市の市章である澪標のデザインも再現されている。
レインボーファミリーは長年、大阪市交通局の広報活動を行っていたが、2011年（平成23年）9月12日より後継のマスコットキャラクター「にゃんばろう」が登場しており、それに替わるかたちで消滅した。このため、2013年（平成25年）度の「第2回大阪市交通局オリジナルグッズ企画コンペティション」では、デザインにレインボーファミリーを使用することを不可としている。
にゃんばろう登場以降はレインボーファミリーの扱いに関する大阪市交通局からのアナウンスはなく、2014年（平成26年）現在、大阪市交通局の公式ウェブサイト内にはレインボーファミリーの公式サイトは存在しない。なお、ウェイバックマシンのアーカイブ分からは一部参照可能ではある。
かつては、レインボーファミリーがデザインされたエンジョイエコカードおよびレインボーカードや、グッズ（後述）などが販売されていた。

## 歴史
- 2003年（平成15年）
  - 8月2日 - デビュー[4]。
  - 9月13日 - 21日 - ファミリー総出での初仕事[4]。
- 2011年（平成23年）9月12日 - 後継のマスコットキャラクター「にゃんばろう」が登場したのに伴い、活動終了。

## プロフィール
各キャラクターのプロフィールは下記の通り。
チカパパ
- 続柄 - 父。
- 特技 - スピードと正確さ。
- 性格 - 時間に遅れるのが嫌い。いつも笑っている。
- モットー - 平常心。
- 尊敬する人 - 発明王トーマス・エジソン。

バスママ
- 続柄 - 母。
- 特技 - 地理に関するチカパパ以上の知識。車内アナウンスは日本一。
- 性格 - ちょっとのんびり屋さん。

トラムクン
- 続柄 - 兄。
- 特技 - ゴムタイヤのソフトな走り。
- 性格 - アカバスチャンをよく可愛がる。まだまだ走り足りない。
- 趣味 - 休日は大阪南港で釣り。

アカバスチャン
- 続柄 - 弟。
- 特技 - 小回りの利く走り。
- 性格 - 困っている人がほっとけない。照れると赤くなる。
- 将来の夢 - 大きなバスか電車になりたい。

## グッズ
- ストラップ - レインボーファミリーの各キャラクターを携帯電話ストラップにしたもの[6]。
- マグカップ - 子供向けの小さめのマグカップ[6]。

※現在は販売終了している。